# Henri Mordant
Henri Mordant (Herstal, le 2 juillet 1927 - Liège, le 2 juillet 1998) est un journaliste et un homme politique belge de langue française. 

## Biographie
Docteur en droit de l'Université de Liège et passionné d'économie, il entre à la rédaction du Journal télévisé en 1960. Il se révèle être un vulgarisateur de premier plan, muni d'un solide sens de l'humour. Il participera à des émissions comme « Le magazine des consommateurs » ou « À suivre » où son style influencera plusieurs générations de journalistes, au point que l'on parle, en Belgique de « l'École Mordant ». 
Il fut aussi conseiller régional wallon du 15 décembre 1980 au 3 septembre 1985 pour le Rassemblement wallon.
En 1995, Henri Mordant se présente aux élections régionales wallonnes à la tête d'une liste préconisant un rapprochement institutionnel de la Wallonie avec la France.
Il est inhumé au cimetière de Bressoux.